# Алегрети-ду-Пиауи

Алегрети-ду-Пиауи на карте штата.

Алегрети-ду-Пиауи (порт. Alegrete do Piauí) — муниципалитет в Бразилии, входит в штат Пиауи. Составная часть мезорегиона Юго-восток штата Пиауи. Входит в экономико-статистический микрорегион Пиу-IX. Население составляет 5153 человека на 2010 год. Занимает площадь 259,789 км². Плотность населения — 19,84 чел./км².

## Демография
Согласно сведениям, собранным в ходе переписи 2010 г. Национальным институтом географии и статистики (IBGE), население муниципалитета составляет:
| Полное население                               | Полное население                               | Полное население                               | Полное население                               | 5153  |
| ---------------------------------------------- | ---------------------------------------------- | ---------------------------------------------- | ---------------------------------------------- | ----- |
| в том числе:                                   | Городское население                            | 2837                                           | Процент городского населения, %                | 55,06 |
|                                                | Сельское население                             | 2316                                           | Процент сельского населения, %                 | 44,94 |
|                                                | Мужское население                              | 2556                                           | Процент мужского населения, %                  | 49,60 |
|                                                | Женское население                              | 2597                                           | Процент женского населения, %                  | 50,40 |
| Плотность населения, чел/км²                   | Плотность населения, чел/км²                   | Плотность населения, чел/км²                   | Плотность населения, чел/км²                   | 19,84 |
| Население муниципалитета в % к населению штата | Население муниципалитета в % к населению штата | Население муниципалитета в % к населению штата | Население муниципалитета в % к населению штата | 0,17  |

По данным оценки 2016 года, население муниципалитета составляет 4832 жителя.

## Статистика
- Валовой внутренний продукт на 2003 год составляет 6 813 122,00 реалов (данные: Бразильский институт географии и статистики).
- Валовой внутренний продукт на душу населения на 2003 год составляет 1418,81 реалов (данные: Бразильский институт географии и статистики).
- Индекс развития человеческого потенциала на 2000 год составляет 0,566 (данные: Программа развития ООН).